# Bouchard Ratepilate
Pour les articles homonymes, voir Bouchard.
Bouchard, dit Ratepilate comte de Vendôme. 
Il est le premier comte de Vendôme et le premier des Bouchardides dont l'existence soit certaine.
Il est cité en 930 et en 956. En 967, c'est son fils Bouchard Ier le Vénérable qui est  comte de Vendôme.

## Sources
- Eudes de Saint-Maur, Vie de Bouchard - latin et traduction en français.